# Gozd (Bobolice)
Gozd (deutsch Gust) ist ein Dorf und Schulzenamt der Stadt-und-Land-Gemeinde Bobolice (Bublitz) im Powiat Koszaliński der Woiwodschaft Westpommern in Polen.

## Geographische Lage
Das Kirchdorf liegt in Hinterpommern, etwa sechs Kilometer nördlich von Bobolice (Bublitz) und 33 Kilometer südöstlich der Kreisstadt Koszalin (Köslin) an dem Flüsschen Gozel.

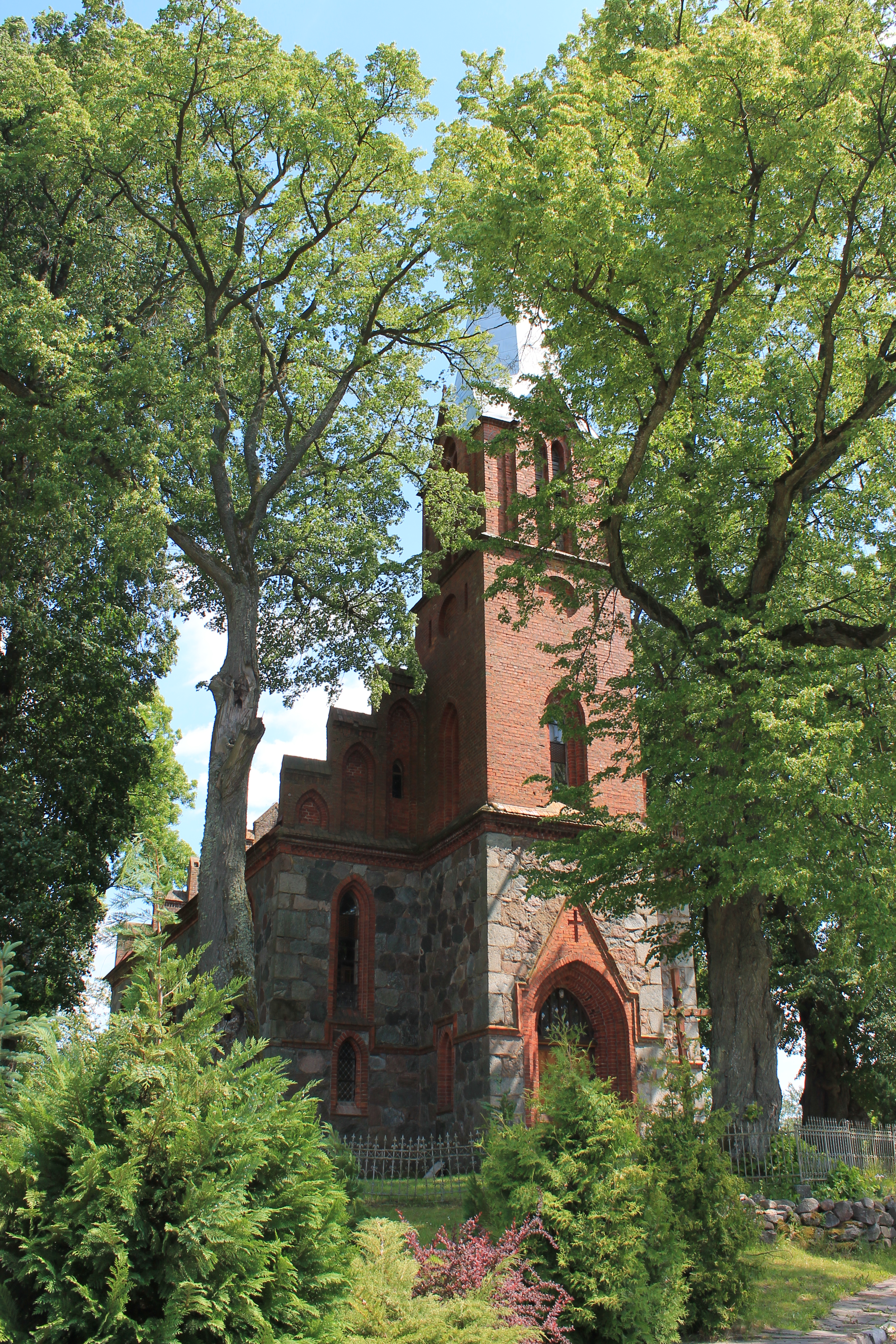
Dorfkirche, bis 1945 evangelisch (2014)

## Geschichte
Um 1784 hatte das Dorf Gust, zu dem ein landesherrliches Domänen-Vorwerk mit einem Areal von mehr als 637 Morgen gehörte, 21 Bauern, sechs Kossäten, zehn Büdner, unter denen sich auch zwei Holzwärter befanden, einen Schulmeister, einen auf dem kircheneigenen Gelände wohnhaften Büdner und insgesamt 42 Feuerstellen (Haushaltungen). Damals waren acht der Bauern und zwei der Kossäten auf dem Vorwerk dienstpflichtig.
Im 19. Jahrhundert verfügte das einwohnerreichste Dorf im Amt Bublitz über ein eigenes Schulhaus. Um 1861 hatte das Bauerndorf 110 Wohnhäuser und 120 Ställe, Scheunen und andere landwirtschaftliche Gebäude.
Im Jahr 1945 gehörte Gust zun Landkreis Köslin im Regierungsbezirk Köslin der preußischen Provinz Pommern des Deutschen Reichs.
Die Region wurde gegen Ende des Zweiten Weltkriegs im Frühjahr 1945 von der Roten Armee besetzt. Gust kam gemäß dem Potsdamer Abkommen an die Volksrepublik Polen. Die Dorfbevölkerung wurde vertrieben.

## Bevölkerungsentwicklung
| Jahr | Einwohner | Anmerkungen                                                          |
| ---- | --------- | -------------------------------------------------------------------- |
| 1818 | 424       | königliches Kirchdorf                                                |
| 1843 | 653       | in 70 Wohnhäusern, einschließlich des Neu-Bublitz genannten Vorwerks |
| 1852 | 898       | [ 6 ]                                                                |
| 1861 | 1067      | in 193 Familien                                                      |
| 1864 | 1129      | am 3. Dezember, auf einer Gesamtfläche von 7969 Morgen               |
| 1867 | 1093      | Domänen-Amtsdorf, am 3. Dezember                                     |
| 1871 | 1095      | Domänen-Amtsdorf, am 1. Dezember, sämtlich Evangelische              |
| 1910 | 947       | am 1. Dezember, Dorf mit Gut                                         |
| 1925 | 952       | [ 11 ]                                                               |
| 1933 | 1055      | [ 11 ]                                                               |
| 1939 | 945       | [ 11 ]                                                               |

| Jahr | Einwohner | Anmerkungen  |
| ---- | --------- | ------------ |
| 1998 | 331       |              |
| 2011 | 298       | Volkszählung |
| 2021 |           |              |

## Söhne und Töchter des Ortes
- Hermann Falkenhagen (1828–1902), deutscher Kommunalpolitiker, Bürgermeister von Trarbach, Meisenheim und Sankt Johann